# Dardanus (stolica tytularna)
Dardanus (łac. Dioecesis Dardanius) – stolica historycznej diecezji w rzymskiej prowincji Azja, na terenie dzisiejszej Turcji. Lokalizowana najczęściej w pobliżu współczesnego Çanakkale.

## Biskupi tytularni
| Lp. | Biskup                                | Funkcja                                                            | Od                  | Do                   |
| --- | ------------------------------------- | ------------------------------------------------------------------ | ------------------- | -------------------- |
| 1   | Nicolas Coeffeteau OP                 | biskup pomocniczy Metz                                             | 12 czerwca 1617     | 21 kwietnia 1623     |
| 2   | Étienne de Puget                      | administrator apostolski Metz                                      | 4 grudnia 1623      | 18 kwietnia 1644     |
| 3   | Ludwig Wilhelm Benzi                  | biskup pomocniczy Eichstätt                                        | 31 stycznia 1656    | 11 lutego 1683       |
| 4   | Johannes Wolfgang von Bodman          | biskup pomocniczy Konstancji                                       | 2 września 1686     | 29 września 1691     |
| 5   | Stefan Wierzbowski                    | biskup pomocniczy warmiński                                        | 21 lipca 1710       | 22 lutego 1713       |
| 6   | Georg Xaver Marotti                   | biskup koadiutor Petiny                                            | 22 maja 1713        | 25 kwietnia 1716     |
| 7   | Franz Theodor von Guttenberg          | biskup pomocniczy Augsburga                                        | 1 lipca 1716        | 2 czerwca 1717       |
| 8   | Franciszek Kraszkowski                | biskup pomocniczy gnieźnieński                                     | 2 października 1719 | 20 grudnia 1731      |
| 9   | Francesco Maria Forlani               | biskup pomocniczy Sabiny                                           | 23 września 1750    | 19 grudnia 1757      |
| 10  | Ignacy Franciszek Ossoliński OFMConv. | biskup koadiutor bakowski i biskup koadiutor kijowsko-czernihowski | 22 kwietnia 1765    | 7 stycznia 1774      |
| 11  | Jan Alojzy Aleksandrowicz             | biskup koadiutor chełmski                                          | 17 lipca 1775       | 20 marca 1780        |
| 12  | Franciszek Remigiusz Zambrzycki       | biskup pomocniczy kijowsko-czernihowski                            | 10 grudnia 1781     | 1826                 |
| 13  | Johannes van Hooydonk                 | wikariusz apostolski bredzki                                       | 14 stycznia 1842    | 4 marca 1853         |
| 14  | Patrick Moran                         | wikariusz apostolski Przylądka Dobrej Nadziei                      | 19 lutego 1856      | 3 grudnia 1869       |
| 15  | Charles Arsène Bourdon MEP            | wikariusz apostolski Birmy Północnej                               | 1 października 1872 | 3 października 1918  |
| 16  | Anton Keil                            | biskup pomocniczy Salzburga                                        | 31 marca 1919       | 27 listopada 1926    |
| 17  | Stanisław Rospond                     | biskup pomocniczy krakowski                                        | 25 marca 1927       | 4 lutego 1958        |
| 18  | Rafael González Moralejo              | biskup pomocniczy Walencji                                         | 25 lutego 1958      | 28 listopada 1969    |
| 19  | José María Mestres                    | biskup pomocniczy Parany                                           | 7 marca 1974        | 7 lipca 1990         |
| 20  | Claudio Stagni                        | biskup pomocniczy Bolonii                                          | 6 grudnia 1990      | 26 kwietnia 2004     |
| 21  | Jean-Pierre Grallet OFM               | biskup pomocniczy Strasburga                                       | 27 września 2004    | 21 kwietnia 2007     |
| 22  | Oscar Cantú                           | biskup pomocniczy San Antonio                                      | 10 kwietnia 2008    | 10 stycznia 2013     |
| 23  | Domingo Buezo Leiva                   | wikariusz apostolski Izabal                                        | 9 lutego 2013       | 16 lipca 2021        |
| 24  | Lisandro Alirio Rivas Durán IMC       | biskup pomocniczy Caracas                                          | 23 grudnia 2021     | 31 października 2024 |
| 25  | Robert Fedek                          | biskup pomocniczy Chicago                                          | 20 grudnia 2024     |                      |